# 蟹奴屬
蟹奴屬（學名Sacculina）是一屬寄生在蟹上的藤壺。它們的外觀不像佈滿船及碼頭的藤壺。它們被認為是屬於藤壺是因它們的幼體像其他蔓足目的幼體。它們寄生在蟹上的情況可以高達50%。
雌性蟹奴屬幼體會在蟹上行走找尋關節。它們於是會進行脫殼，將軟體部份注入蟹中。它們會在蟹中長大，在蟹的底部形成外部的育兒囊。
當雌性蟹奴屬植入到公蟹時，會同時影響公蟹的激素平衡。它們會拉闊及壓平公蟹的腹部，令它們看似雌蟹。有些甚至會令公蟹擺出雌蟹交配的姿勢。
當被蟹奴屬寄生後，寄主蟹就不能正常脫殼。結果令寄主蟹失去營養及影響整體生長。寄主蟹再生蟹鉗的保護機制亦會失去。雖然寄主的所有能量都被送到蟹奴屬中，但它卻發展了一種雌蟹的培育能力。雌蟹在孵卵時會找一處高岩石位置，在腹部的育幼袋受精，及後將受精卵排到水中。雌蟹會用鉗攪動水流。當蟹奴屬的卵孵化時，寄主蟹也會採取相似的方式。寄主蟹會以脈衝將大量寄生蟲射出。
雄性蟹奴屬會在蟹的底部尋找雌性蟹奴屬，並且進入讓雌性的卵受精，接著寄主蟹會照顧這些卵。